# Lanny Barby

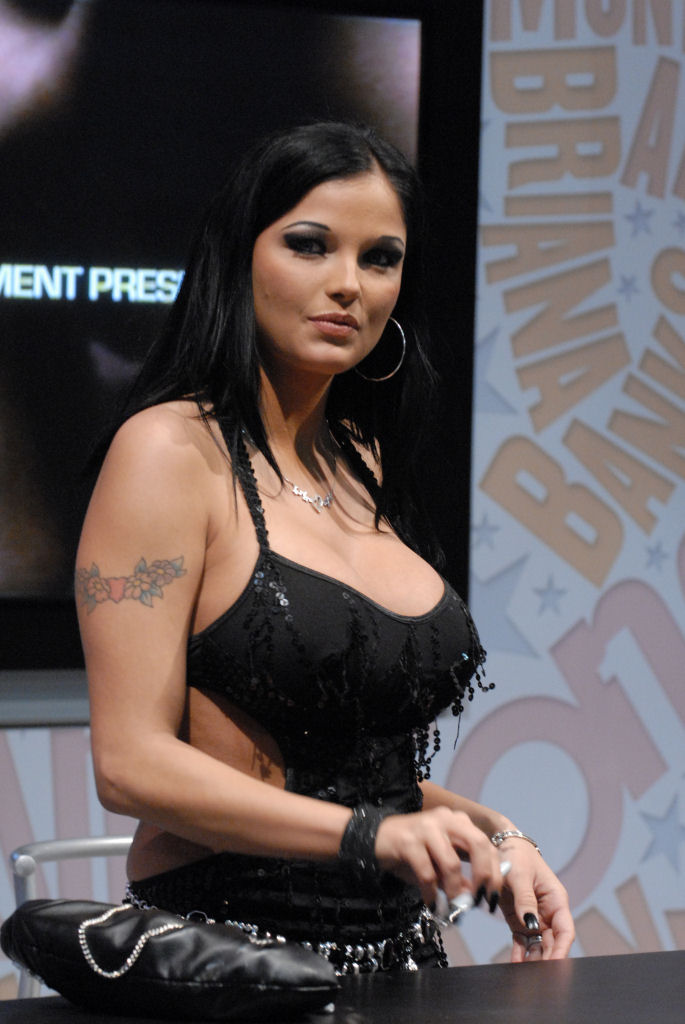
Lanny Barby bei der AVN Adult Entertainment Expo 2008

Lanny Barby (* 29. August 1981 in Montreal, Québec) ist eine ehemalige kanadische Pornodarstellerin. Es existieren mehrere Schreibweisen ihres Namens, darunter beispielsweise Lanni Barbie und Lannie Barby. Seitdem sie 2005 bei Vivid unter Vertrag stand, lautet ihr offizieller Name jedoch Lanny Barby.

## Karriere
Sie begann ihre Karriere als Pornodarstellerin im Alter von 18 Jahren und war in den Folgejahren auf den Titelseiten verschiedener Männermagazine zu sehen, inklusive Hustler, Club und Penthouse, bei dem sie im Juni 2003 Pet of the Month war. Am 5. März 2005 heiratete sie den Pornodarsteller Julian; im April 2005 unterschrieb sie einen exklusiven, mehrjährigen Vertrag mit Vivid Entertainment. Sie spielt gleichermaßen hetero- wie homosexuelle Rollen. 2010 beendete Lanny Barby ihre Karriere.

## Filmografie (Auswahl)

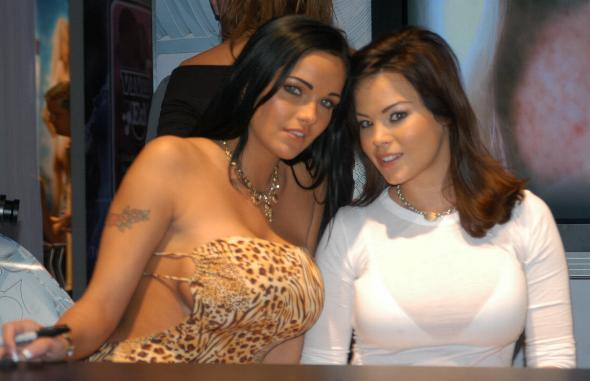
Lanny Barby und Kollegin Brea Lynn auf der AVN Expo 2007

- 2005: POV Pervert 6
- Meet the Twins 1
- Fishnets 2
- Blow Me Sandwich 7
- Chauffeurs Daughter
- King Cobra
- Scenes from a Cell
- Cheap Booze & Cigarettes
- Jawbreakers (Busty Beauties)
- Foreplay

## Auszeichnungen
- 2006: FAME Award Finalist – Hottest Body[1]
- 2006: FAME Award Finalist – Favorite Anal Starlet[1]
- 2007: AVN Award Nominierung – Best All-Girl Sex Scene, Video – Virtual Vivid Girl Sunny Leone
- 2009: AVN Award Nominierung – Best All-Girl Group Sex Scene – Where the Boys Aren’t 19